# HiPhi Y
HiPhi Y — среднеразмерный электромобиль-кроссовер производства компании СП Dongfeng и Kia в Яньчэне.

## Описание
В апреле 2023 года автомобиль HiPhi Y был представлен в Шанхае. После HiPhi X и HiPhi Z, это третий автомобиль компании. Ожидалось, что на внутренний китайский рынок автомобиль поступит во второй половине 2023 года. В Европе продажи ожидались в 2024 году. Цена автомобиля составляет 369 000 юаней.

## Продажи
По состоянию на 2023 год, продажи автомобиля планировались в Японии, Великобритании, Германии, Норвегии и Саудовской Аравии. Продажи ожидались 15 июля 2023 года в Китае.

## Технические характеристики
Автомобиль HiPhi Y оснащён двумя двигателями мощностью 331—498 л. с. Ёмкость аккумулятора составляет 76,6—115 кВт⋅ч. Запас хода по циклу CLTC составляет 560, 765 или же 810 км. По российским меркам, автомобиль «семидверный».

## Галерея
| - Вид сзади |